# Hjalmar Schacht
Hjalmar Horace Greeley Schacht (n. 22 ianuarie 1877, Comuna Tinglev, Sønderjyllands Amt, Danemarca – d. 3 iunie 1970, München, RFG) a fost un economist german, bancher, politician liberal și cofondator al Partidului Democrat German (Deutsche Demokratische Partei, DDP).
A fost președinte al Reichsbank (1923-1930, 1933-1939) și ministru al economiei (1934-1937).